# Glass, Elliot and Company
Glass, Elliot and Company (Schreibweise auch: Glass, Elliot & Co) war in der Mitte des 19. Jahrhunderts ein britisches Kabelunternehmen mit Sitz in London.

## Geschichte
Glass, Elliot & Company wurde 1854 gegründet. George Elliot (1814–1893), ein Bergbauingenieur und Zechenbesitzer, ging hierzu eine Partnerschaft mit Richard Glass ein. Sie übernahmen den Drahtseilhersteller Kuper and Company in Greenwich und spezialisierten sich auf die Herstellung von Seekabeln für die elektrische Telegrafie.
Das Unternehmen stellte einen Abschnitt von 1250 sm (2300 km) Länge des ersten transatlantischen Telegrafenkabels von 1857 her. Dies geschah am Standort Morden Wharf. Dabei handelte es sich um ein Fertigungswerk mit angrenzendem Kai im Industriegebiet am Südufer der Themse an der Westseite der Greenwich Peninsula. Im Laufe der nächsten Jahre wurden dort viele weitere Kabel hergestellt.
Am 7. April 1864 fusionierte Glass, Elliot & Co mit der Gutta Percha Company und bildete die Telegraph Construction and Maintenance Company (Telcon), die bis 1959 bestand und viele Jahrzehnte lang weitere Nachrichtenkabel verlegte.